# Labeo roseopunctatus
 Labeo roseopunctatus és una espècie de peix cipriniforme de la família dels ciprínids.

## Morfologia
Els mascles poden assolir els 20,3 cm de longitud total.

## Distribució geogràfica
Es troba als rius Senegal i Níger.